# Bright Eyes (Art Garfunkel)
Bright Eyes is een nummer van Mike Batt. Het is vooral bekend geworden door de versie van Art Garfunkel uit 1979. Hij zong het voor de animatiefilm Watership Down en deze film werd mede daardoor een grote hit eind jaren zeventig.

## Achtergrond
De plaat werd wereldwijd een hit, echter in thuisland de Verenigde Staten en buurland Canada behaalde de plaat geen enkele notering in de hitlijsten. In het Verenigd Koninkrijk werd Bright Eyes een grote hit en bereikte de nummer 1-positie in de UK Singles Chart. Van de single werden er daar een miljoen exemplaren verkocht. Hiermee was het dat jaar de best verkochte single in het Verenigd Koninkrijk.
In Nederland was het de bestverkochte single van 1979 en was op 27 april 1979 Veronica Alarmschijf op Hilversum 3 en werd een gigantische hit in de destijds drie hitlijsten op de nationale publieke popzender. De plaat bereikte de nummer 1-positie in zowel de Nederlandse Top 40, de Nationale Hitparade als de TROS Top 50. In de Europese hitlijst op Hilversum 3, de TROS Europarade, werd de 3e positie bereikt.
In België bereikte de plaat de nummer 1-positie in zowel de voorloper van de Vlaamse Ultratop 50 als de Vlaamse Radio 2 Top 30. In Wallonië werd géén notering behaald.
De single staat ook op Garfunkels studioalbums Fate for Breakfast (alleen buiten de VS) en Scissors Cut.

## Uitleg nummer
Het lied heeft de overgang van het leven naar de dood als centraal thema. Mike Batt schreef het in opdracht van filmregisseur Martin Rosen voor Watership Down. In de film wordt het lied gedraaid op een moment dat het lijkt alsof het konijn Hazelaar dood is na te zijn neergeschoten. Later in de film komt Hazelaar terug.

## Covers
Het nummer is gecoverd door onder andere de volgende artiesten:
- Matthew Butler
- Brotherhood of Man
- James Dean Bradfield (Manic Street Preachers)
- Stephen Gately
- Joseph McManners
- Declan Galbraith
- Hayley Westenra
- Johan Stengård
- Tommy Steele
- Puressence
- Trick or Treat

## Hitnoteringen

### Nederlandse Top 40
| Bright Eyes in de Nederlandse Top 40 - binnen 05-05-1979 | Bright Eyes in de Nederlandse Top 40 - binnen 05-05-1979 | Bright Eyes in de Nederlandse Top 40 - binnen 05-05-1979 | Bright Eyes in de Nederlandse Top 40 - binnen 05-05-1979 | Bright Eyes in de Nederlandse Top 40 - binnen 05-05-1979 | Bright Eyes in de Nederlandse Top 40 - binnen 05-05-1979 | Bright Eyes in de Nederlandse Top 40 - binnen 05-05-1979 | Bright Eyes in de Nederlandse Top 40 - binnen 05-05-1979 | Bright Eyes in de Nederlandse Top 40 - binnen 05-05-1979 | Bright Eyes in de Nederlandse Top 40 - binnen 05-05-1979 | Bright Eyes in de Nederlandse Top 40 - binnen 05-05-1979 | Bright Eyes in de Nederlandse Top 40 - binnen 05-05-1979 | Bright Eyes in de Nederlandse Top 40 - binnen 05-05-1979 | Bright Eyes in de Nederlandse Top 40 - binnen 05-05-1979 | Bright Eyes in de Nederlandse Top 40 - binnen 05-05-1979 | Bright Eyes in de Nederlandse Top 40 - binnen 05-05-1979 |
| Week                                                     | 01                                                       | 02                                                       | 03                                                       | 04                                                       | 05                                                       | 06                                                       | 07                                                       | 08                                                       | 09                                                       | 10                                                       | 11                                                       | 12                                                       | 13                                                       | 14                                                       |                                                          |
| -------------------------------------------------------- | -------------------------------------------------------- | -------------------------------------------------------- | -------------------------------------------------------- | -------------------------------------------------------- | -------------------------------------------------------- | -------------------------------------------------------- | -------------------------------------------------------- | -------------------------------------------------------- | -------------------------------------------------------- | -------------------------------------------------------- | -------------------------------------------------------- | -------------------------------------------------------- | -------------------------------------------------------- | -------------------------------------------------------- | -------------------------------------------------------- |
| Nummer                                                   | 31                                                       | 13                                                       | 4                                                        | 2                                                        | 1                                                        | 1                                                        | 1                                                        | 1                                                        | 1                                                        | 3                                                        | 4                                                        | 8                                                        | 19                                                       | 26                                                       | uit                                                      |

### Nationale Hitparade
| Bright Eyes in de Nationale Hitparade - binnen: 12-05-1979 | Bright Eyes in de Nationale Hitparade - binnen: 12-05-1979 | Bright Eyes in de Nationale Hitparade - binnen: 12-05-1979 | Bright Eyes in de Nationale Hitparade - binnen: 12-05-1979 | Bright Eyes in de Nationale Hitparade - binnen: 12-05-1979 | Bright Eyes in de Nationale Hitparade - binnen: 12-05-1979 | Bright Eyes in de Nationale Hitparade - binnen: 12-05-1979 | Bright Eyes in de Nationale Hitparade - binnen: 12-05-1979 | Bright Eyes in de Nationale Hitparade - binnen: 12-05-1979 | Bright Eyes in de Nationale Hitparade - binnen: 12-05-1979 | Bright Eyes in de Nationale Hitparade - binnen: 12-05-1979 | Bright Eyes in de Nationale Hitparade - binnen: 12-05-1979 | Bright Eyes in de Nationale Hitparade - binnen: 12-05-1979 | Bright Eyes in de Nationale Hitparade - binnen: 12-05-1979 | Bright Eyes in de Nationale Hitparade - binnen: 12-05-1979 | Bright Eyes in de Nationale Hitparade - binnen: 12-05-1979 | Bright Eyes in de Nationale Hitparade - binnen: 12-05-1979 | Bright Eyes in de Nationale Hitparade - binnen: 12-05-1979 |
| Week                                                       | 01                                                         | 02                                                         | 03                                                         | 04                                                         | 05                                                         | 06                                                         | 07                                                         | 08                                                         | 09                                                         | 10                                                         | 11                                                         | 12                                                         | 13                                                         | 14                                                         | 15                                                         | 16                                                         |                                                            |
| ---------------------------------------------------------- | ---------------------------------------------------------- | ---------------------------------------------------------- | ---------------------------------------------------------- | ---------------------------------------------------------- | ---------------------------------------------------------- | ---------------------------------------------------------- | ---------------------------------------------------------- | ---------------------------------------------------------- | ---------------------------------------------------------- | ---------------------------------------------------------- | ---------------------------------------------------------- | ---------------------------------------------------------- | ---------------------------------------------------------- | ---------------------------------------------------------- | ---------------------------------------------------------- | ---------------------------------------------------------- | ---------------------------------------------------------- |
| Nummer                                                     | 12                                                         | 4                                                          | 2                                                          | 1                                                          | 1                                                          | 1                                                          | 1                                                          | 1                                                          | 1                                                          | 3                                                          | 4                                                          | 11                                                         | 18                                                         | 30                                                         | 34                                                         | 48                                                         | uit                                                        |

### TROS Top 50
Hitnoteringen: 10-05-1979 t/m 09-09-1979. Hoogste notering: #1 (5 weken).

### TROS Europarade
Hitnotering: 19-04-1979 t/m 14-10-1979. Hoogste notering: #3 (1 week).

### Evergreen Top 1000
| Evergreen Top 1000 "Bright Eyes" | Evergreen Top 1000 "Bright Eyes" | Evergreen Top 1000 "Bright Eyes" | Evergreen Top 1000 "Bright Eyes" | Evergreen Top 1000 "Bright Eyes" | Evergreen Top 1000 "Bright Eyes" | Evergreen Top 1000 "Bright Eyes" | Evergreen Top 1000 "Bright Eyes" | Evergreen Top 1000 "Bright Eyes" | Evergreen Top 1000 "Bright Eyes" | Evergreen Top 1000 "Bright Eyes" | Evergreen Top 1000 "Bright Eyes" | Evergreen Top 1000 "Bright Eyes" | Evergreen Top 1000 "Bright Eyes" | Evergreen Top 1000 "Bright Eyes" | Evergreen Top 1000 "Bright Eyes" | Evergreen Top 1000 "Bright Eyes" |
| Jaar                             | 2008                             | 2009                             | 2010                             | 2011                             | 2012                             | 2013                             | 2014                             | 2015                             | 2016                             | 2017                             | 2018                             | 2019                             | 2020                             | 2021                             | 2022                             | 2023                             |
| -------------------------------- | -------------------------------- | -------------------------------- | -------------------------------- | -------------------------------- | -------------------------------- | -------------------------------- | -------------------------------- | -------------------------------- | -------------------------------- | -------------------------------- | -------------------------------- | -------------------------------- | -------------------------------- | -------------------------------- | -------------------------------- | -------------------------------- |
| Positie                          | 70                               | 706                              | 699                              | 699                              | 609                              | 293                              | 229                              | 181                              | 118                              | 115                              | 246                              | 411                              | 216                              | 164                              | 262                              | 209                              |

### NPO Radio 2 Top 2000
| Nummer met noteringen in de NPO Radio 2 Top 2000 | '99 | '00 | '01 | '02 | '03 | '04 | '05 | '06 | '07 | '08 | '09 | '10 | '11 | '12 | '13 | '14 | '15 | '16 | '17 | '18 | '19 | '20 | '21 | '22 | '23 | '24 |
| ------------------------------------------------ | --- | --- | --- | --- | --- | --- | --- | --- | --- | --- | --- | --- | --- | --- | --- | --- | --- | --- | --- | --- | --- | --- | --- | --- | --- | --- |
| Bright Eyes                                      | 46  | 51  | 53  | 100 | 137 | 120 | 154 | 222 | 140 | 136 | 347 | 223 | 281 | 455 | 470 | 631 | 596 | 624 | 612 | 698 | 699 | 714 | 822 | 750 | 812 | 712 |

1. ↑  Een vetgedrukt getal geeft de hoogste notering aan.